# Asphodelus fistulosus
Asphodelus fistulosus é uma espécie de planta do género Asphodelus pertencente à família Xanthorrhoeaceae (anteriormente classificado na família Liliaceae).
Os seus nomes comuns podem ser: gambanito, abrótea-fina, abrótea-fistulosa e cebolinho-de-burro.

## Habitat
É uma planta nativa da região mediterrânica. É uma espécie invasora nos Estados Unidos da América, encontrada de maneira significativa na Califórnia, Arizona, Novo México e Texas, listada como erva nociva federal (federal noxious weed) pelo Departamento de Agricultura dos Estados Unidos. No México tem uma amplia distribuição e encontra-se associada aos cultivos.

## Descrição
Trata-se de uma planta herbácea anual ou perene de curta duração com um caule oco que pode chegar ais 70 centímetros de altura. O sistema radical possui uma série de tubérculos na base do caule. A inflorescência é uma panícula com flores muito separadas. Cada flor possui de 5 a 12 milímetros de largura, com seis tépalas, que são geralmente de cor blanca ou rosa muito pálida, com una clara franja longitudinal de cor castanha-avermelhada a roxa. As flores são diurnas, fechando durante a noite em dias nublados. O fruto é uma cápsula ovóide, deiscente em 3 lóculos, cada um com 2 sementes triédricas.

## Taxonomia
Asphodelus fistulosus foi descrita por Lineu e publicado em Species Plantarum, 1: 309–310, no ano 1753

## Citologia
O número de cromossomas de Asphodelus fistulosus (Fam. Liliaceae) e táxones infraespecíficos é 2n=56.

## Variedades aceites
- Asphodelus fistulosus subsp. fistulosus
- Asphodelus fistulosus subsp. madeirensis Simon

## Sinonímia
- Asphodeloides ramosa Moench
- Ophioprason fistulosum (L.) Salisb.
- Verinea fistulosa (L.) Pomel[6][7]

## Galeria

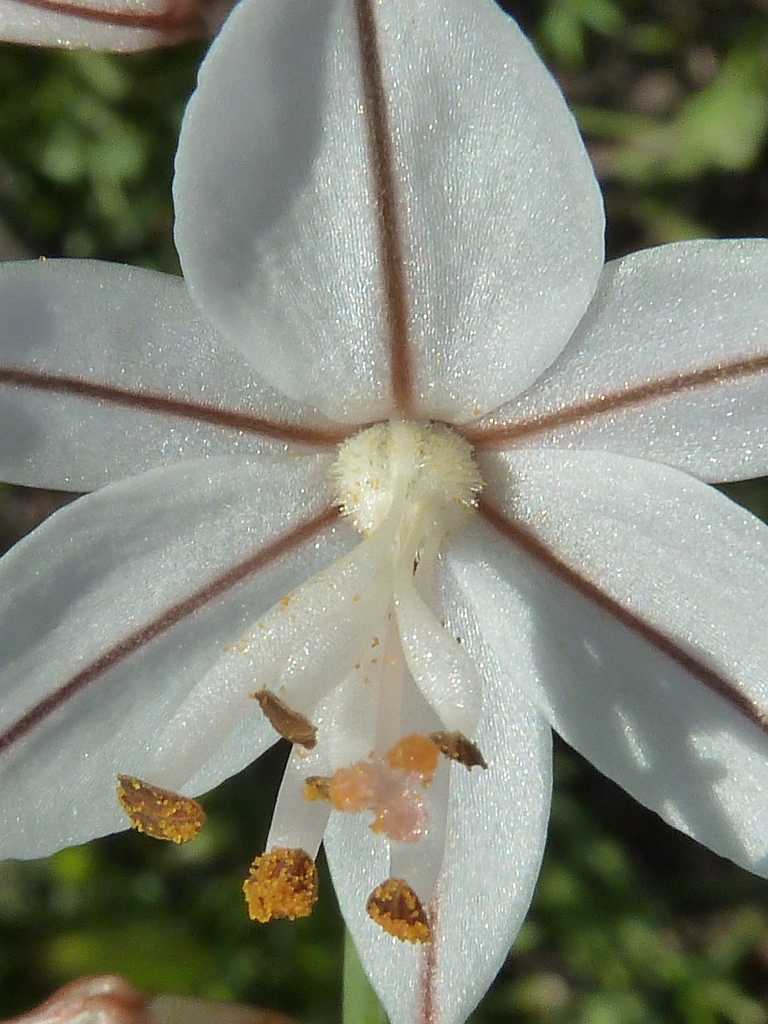
Detalhe da flor
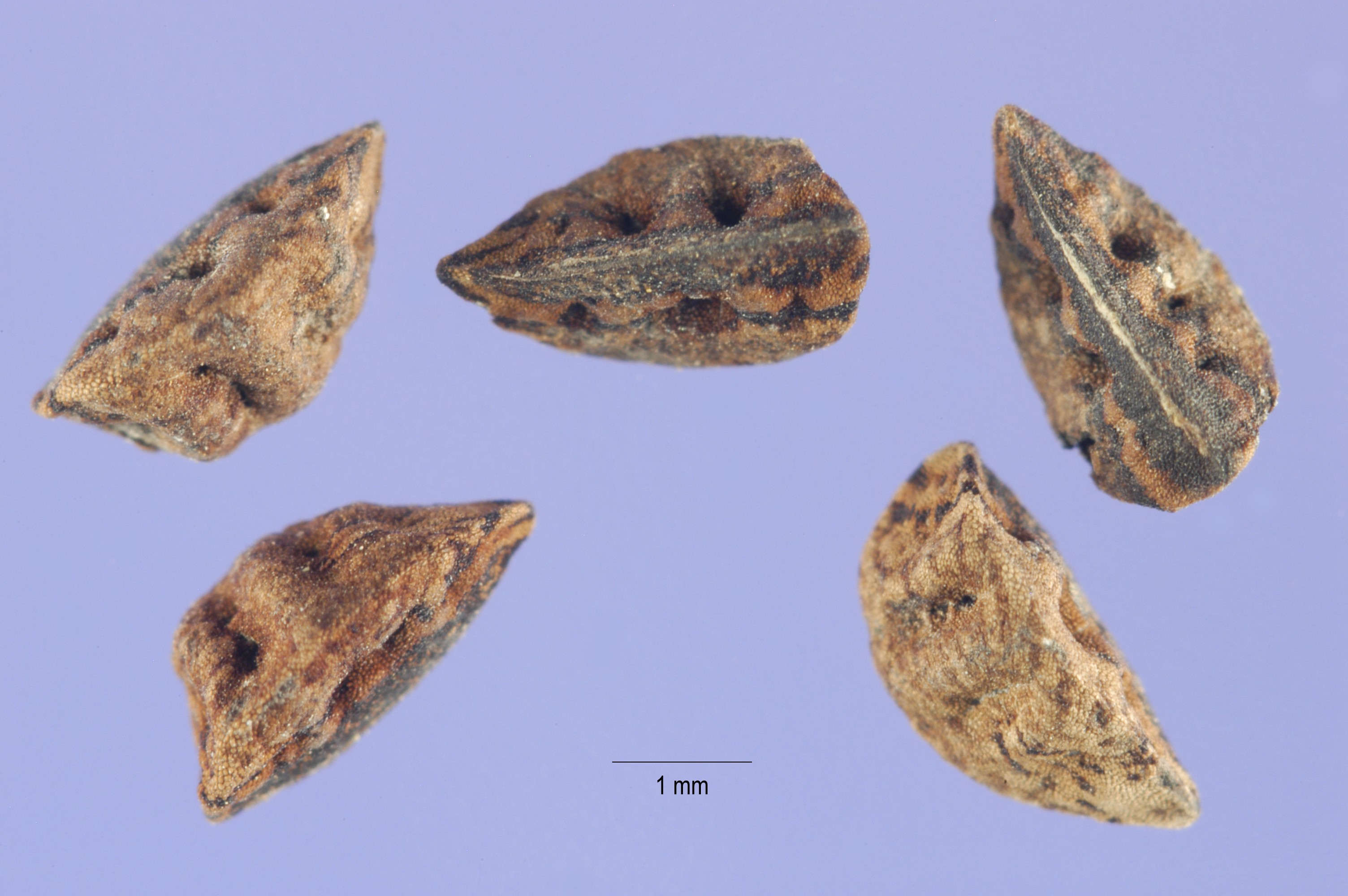
Sementes
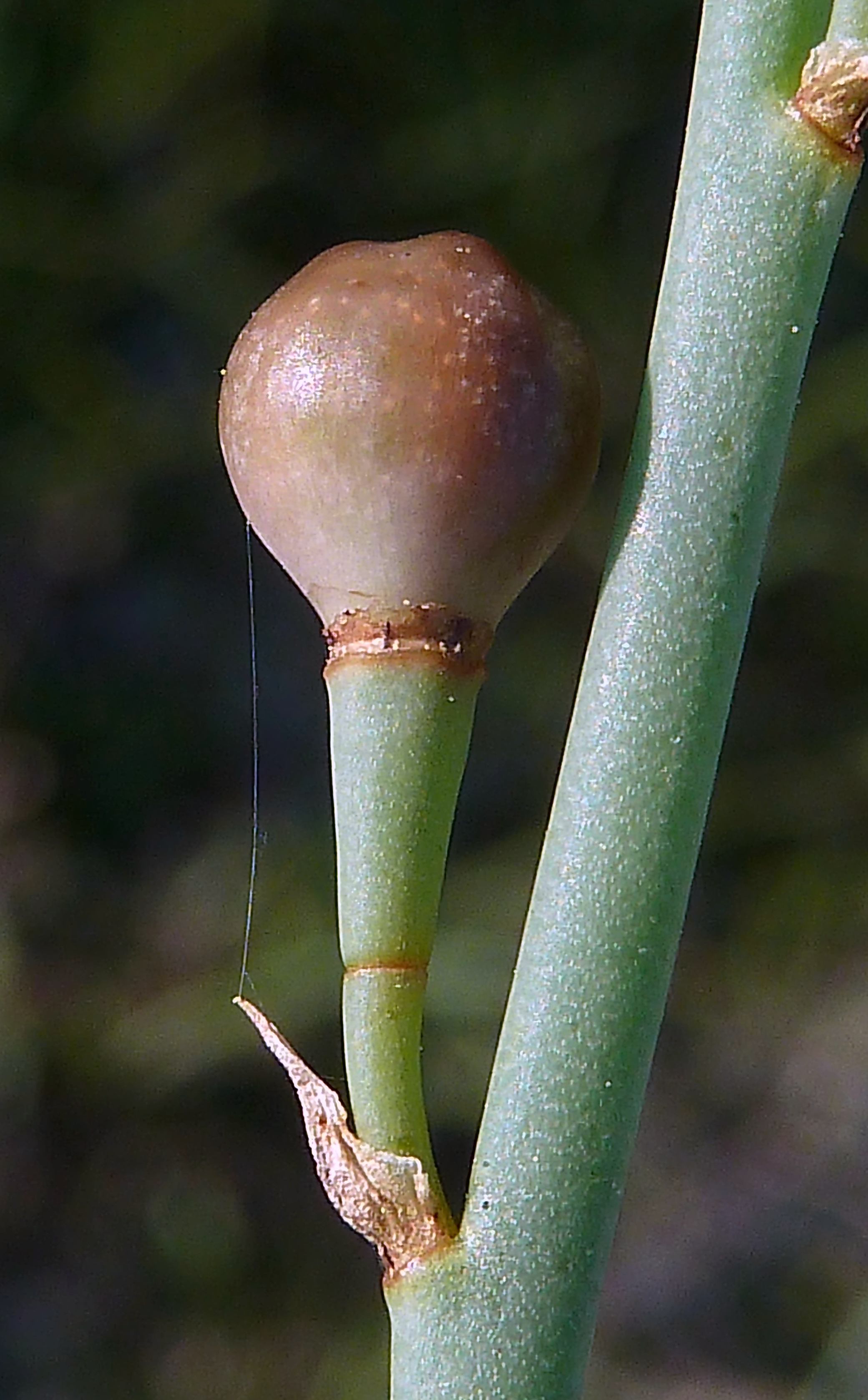
Fruto semi-maduro

## Bibliografía
- (en inglés)Comprehensive profile for Asphodelus fistulosus from the website MaltaWildPlants.com — «Perfil comprensivo para Asphodelus fistulosus del sitioweb MaltaWildPlans.com (Plantas Silvestre de Malta)»
- (en inglés) Jepson Manual Treatment — «Tratamiento del Manual Jepson»